# Tikkie
Tikkie is een mobiele app, ontwikkeld door de ABN AMRO Group, die gebruikers in Nederland in staat stelt om online betaalverzoeken ("tikkies") aan te maken, en deze digitaal te versturen. Dit versturen kan bijvoorbeeld plaatsvinden via Whatsapp of via email. De ontvangers van een tikkie kunnen vervolgens betalen (via iDeal) door op de meegestuurde link te klikken. Door merkverwatering wordt "tikkie" in Nederland inmiddels ook gebruikt als soortnaam voor elke vorm van online betaalverzoeken.
Tikkie werd eind 2015 bedacht door Freek de Steenwinkel en vijf collega's. Het team zocht naar een manier waarop mensen elkaar eenvoudig kleine bedragen konden terugbetalen, zonder contant geld op zak te hoeven hebben, en zonder lange IBAN-nummers uit te hoeven wisselen. Na een proef met studenten van de UvA werd de app in juni 2016 gelanceerd, en in amper twee jaar tijd had de app drie miljoen gebruikers. 
De dienst werd daarnaast medeverantwoordelijk gehouden voor een grote toename van het aantal iDealbetalingen in 2017. De makers schreven het succes van de app onder meer toe aan de "open" structuur: Hoewel het systeem is bedacht door de ABN AMRO Group, hoeven gebruikers geen klant van deze bank te zijn om tikkies te versturen of te betalen.
Tikkie werd aanvankelijk ontwikkeld voor betaalverzoeken tussen particulieren, bijvoorbeeld voor het splitsen van de rekening na een avondje stappen. In 2018 werd de betaalmogelijkheid uitgebreid voor zakelijke betalingen, en ontstond Tikkie Zakelijk. Hiermee kon onder meer tol betaald worden bij de Westerscheldetunnel. Begin 2019 kwam Tikkie negatief in het nieuws vanwege een datalek met betrekking tot persoonsgegevens in de applicatie. Via een nieuwe functie in de Tikkie-app, Tikkie Pay, konden gebruikers uit zichzelf (zonder betaalverzoek) geld naar iemand overboeken op basis van een GSM-nummer. Hierbij werd echter ook het IBAN-nummer van de ontvanger onthuld.
In 2018 lanceerde Moneyou (een toenmalige dochteronderneming van ABN AMRO) Tikkie in Duitsland. Tikkie sloeg daar echter niet snel genoeg aan, waardoor het experiment in 2019 gestaakt werd.